# Quadrastichodella nova
Quadrastichodella nova är en stekelart som beskrevs av Girault 1922. Quadrastichodella nova ingår i släktet Quadrastichodella och familjen finglanssteklar. Inga underarter finns listade i Catalogue of Life.